# Vladimír Večtomov
Vladimír Večtomov (2. února 1946 Praha – 12. října 2015 Tábor) byl a český klasický kytarista.:s.222

## Život
Večtomov studoval v letech 1964–1968 na Pražské konzervatoři pod vedením profesora Štěpána Urbana a uskutečnil svůj první koncert ve věku 17 let. Svá studia završil koncertem v Mexiku v Palacio de Bellas Artes v Cudad de México.
V letech 1972 až 1976 byl profesorem Pražské konzervatoře.
V roce 1973 vystupoval sólově v norském Bergenu, se Slovenským komorním orchestrem a o rok později zahrál Bachovy skladby v Londýně.
V roce 1970 po návratu do Československa z Mexika, založil Vladimír Večtomov se svým bratrem, violoncellistou Sašou Večtomovem Pražské strunné duo. Do mezinárodního povědomí se duo dostalo svými úspěchy i mimo Československo, kdy plnilo koncertní sály v mnoha zemích (SSSR, USA, Spojené království, Mexiko, Norsko, Portugalsko a mnoho dalších). Zvláštností dua byl důraz na repertoáru iberských skladatelů, dán jednak samotným doprovodným nástrojem a skutečností, že Vladimír několik let studoval pod vedením kytaristy prof. Manuela Lópeze Ramose na státní škole v Ciudad de México.